# Альперт, Семён Аронович
Семён Аронович Альперт (25 марта 1923 — 9 июня 1999) — советский и украинский учёный-правовед, кандидат юридических наук с 1952 года, профессор с 1985 года.

## Биография
Родился 26 марта 1923 года в городе Харькове.
С 1941 по 1945 год принимал участие в боевых действиях на фронтах Великой Отечественной войны. В 1948 году окончил Харьковский юридический институт и был принят в аспирантуру, где под руководством профессора М. М. Гродзинского в 1952 году защитил кандидатскую диссертацию «Потерпевший в советском уголовном процессе». Учёное звание профессора присвоено в 1985 году.
В течение 40 лет занимался педагогической и научной работой. С 1953 года работал на кафедре уголовного процесса, занимая должности ассистента, доцента, профессора, заведующего кафедрой (1982—1992).
Дважды (в 1994 и 1998 годах) избирался членом научно-консультативного совета при Верховном суде Украины.

## Научная деятельность
Научные интересы были связаны с исследованием актуальных проблем уголовного судопроизводства: принципов уголовного процесса, правового статуса его субъектов, теории уголовно-процессуальных функций, ряда вопросов доказательственного права. Особое внимание он уделял проблеме обвинения в уголовном процессе. Подготовил пять кандидатов юридических наук: М. В. Скорик (1967), В. С. Зеленецкий (1969), Л. Г. Пономаренко (1987), И. Ю. Потёмкин (1994), О. Г. Шило (1997).
Участвовал в подготовке учебника «Советский уголовный процесс» (1971, 1978, 1983), разработке научно-практического комментария к Уголовно-процессуальному кодексу УССР (1968, 1974), концепции судебно-правовой реформы, проекта УПК Украины. Имеет около 100 научных трудов.

## Труды
- «Участники советского уголовного процесса» (1965)
- «Обвинение в советском уголовном процессе» (1974)
- «Производство по уголовным делам, возбуждаемым по жалобе потерпевшего» (1976)
- «Защита в советском уголовном процессе прав и законных интересов лиц, понёсших имущественный ущерб от преступления» (1984)
- «Кримінально-процесуальні функції: поняття, система, суб’єкти» (1995)
- «Субъекты уголовного процесса» (1997).